# Haliplus interjectus
Haliplus interjectus is een keversoort uit de familie watertreders (Haliplidae). De wetenschappelijke naam van de soort is voor het eerst geldig gepubliceerd in 1937 door Lindberg.